# Derwiszka mogiła
Derwiszka mogiła (bułg. Дервишка могила) – wieś w Bułgarii, w obwodzie Chaskowo, w gminie Swilengrad. Według danych szacunkowych Ujednoliconego Systemu Ewidencji Ludności oraz Usług Administracyjnych dla Ludności, 15 grudnia 2018 roku miejscowość liczyła 18 mieszkańców.
Położona jest w górach Sakar. W 1912 roku, w czasie wojny bałkańskiej, trzech mężczyzn z Derwiszki mogiły dobroczynnie wstępują w szeregi Macedońsko-Adrianopolskiego korpusu wolontariatu.